# Apc-Zagyvaszántó vasútállomás
Apc-Zagyvaszántó vasútállomás egy Heves vármegyei vasútállomás, Apc és Zagyvaszántó települések közelében, a MÁV üzemeltetésében. Apc központjától mintegy 2 kilométerre nyugatra, Zagyvaszántó legészakibb házaitól alig fél kilométerre északra fekszik, külterületek közt; az állomás felvételi épülete apci területen helyezkedik el, nem messze a 2404-es út vasúti keresztezésétől, de létesítményei egy része már zagyvaszántói területen található. Közúti elérését a közvetlenül mellette húzódó 2403-as út biztosítja.

## Vasútvonalak
Az állomást az alábbi vasútvonalak érintik:
- Hatvan–Somoskőújfalu-vasútvonal

## Kapcsolódó állomások
A vasútállomáshoz az alábbi állomások vannak a legközelebb:
- Jobbágyi megállóhely (Hatvan–Somoskőújfalu-vasútvonal)
- Selyp vasútállomás (Hatvan–Somoskőújfalu-vasútvonal)

## Forgalom
| Járat        | Útvonal | Gyakoriság   |
| ------------ | --- | ------------ |
| személyvonat | Hatvan – Mátravidéki Erőmű – Lőrinci – Selyp – Apc-Zagyvaszántó – Jobbágyi – Szurdokpüspöki – Pásztó – Mátraszőlős-Hasznos – Tar – Mátraverebély – Nagybátony – Kisterenye – Kisterenye-Bányatelep – Zagyvapálfalva – Salgótarján külső – Salgótarján – Somoskőújfalu | 1-2 óránként |